# (100610) 1997 ST18
(100610) 1997 ST18 es un asteroide perteneciente al cinturón de asteroides, descubierto el 28 de septiembre de 1997 por el equipo del Spacewatch desde el Observatorio Nacional de Kitt Peak, Arizona, Estados Unidos.

## Designación y nombre
Designado provisionalmente como 1997 ST18.

## Características orbitales
1997 ST18 está situado a una distancia media del Sol de 2,767 ua, pudiendo alejarse hasta 2,988 ua y acercarse hasta 2,547 ua. Su excentricidad es 0,079 y la inclinación orbital 0,654 grados. Emplea 1681,73 días en completar una órbita alrededor del Sol.

## Características físicas
La magnitud absoluta de 1997 ST18 es 16.